# Tenax
Pour les articles homonymes, voir Tenax (homonymie).
Tenax est une série de bande dessinée de science fiction de petit format, mettant en scène les aventures du héros du même nom.
Le périodique, publié par l'éditeur lyonnais Impéria a connu 138 numéros, entre mai 1971 et septembre 1985. Outre les aventures de Tenax, on pouvait y lire Ultra Chat, par La Crux, Les Oiseaux de Hong Kong par Félix Molinari et Robot Zéro

## Synopsis
Peter Flyning décide d'utiliser la science et de servir la justice après la mort de son père, un savant renommé. Il devient Tenax, un justicier masqué après la découverte du laboratoire secret de son père où se trouve sa plus grande invention : un cerveau électronique qu'il a inventé. Il est aidé par sa sœur Nancy, paraplégique, qui gère le cerveau depuis le laboratoire, mais aussi par les deux robots Mike 1 et Mike 2.

### Peter Flyning
Peter Flyning est le justicier masqué Tenax, vêtu de sa combinaison verte et d'une cape rouge arborant le logo triangulaire sur sa poitrine.

## Albums
La série comporte 138 numéros et 36 recueils.
1. le défi, Impéria, avril 1971 ;
2. Tenax et les androïdes, Impéria, mai 1971 ;
3. Les fils du soleil, Impéria, juin 1971 ;
4. Premier correspondant, Impéria, juillet 1971 ;
5. La compagnie anonyme, Impéria, avril 1971 ;
6. Terreur sur Jalabar, Impéria, septembre 1971 ;
7. Danger d'évasion, Impéria, octobre 1971 ;
8. Le seigneur du Tonnerre, Impéria, novembre 1971 ;
9. La Main Noire attaque, Impéria, décembre 1971 ;
10. Au-delà de l'impossible, Impéria, janvier 1972 ;
11. Voleur d'astronefs, Impéria, février 1972 ;
12. L'astéroïde noir, Impéria, mars 1972 ;
13. Le multiplicateur, Impéria, avril 1972 ;
14. Le samouraï, Impéria, mai 1972 ;
15. Le fabricant de rêves, Impéria, juin 1972 ;
16. Voyage dans le temps, Impéria, juillet 1972 ;
17. Les rebelles de Thur, Impéria, août 1972 ;
18. Les lunettes du Diable, Impéria, septembre 1972 ;
19. Le fugitif de Thèbes, Impéria, octobre 1972 ;
20. L'astéroïde aux cent yeux, Impéria, novembre 1972 ;
21. Le zoo de l'épouvante, Impéria, décembre 1972 ;
22. Le Robinson des étoiles, Impéria, janvier 1973 ;
23. Etrangers sur la Terre, Impéria, février 1973 ;
24. La rebellion des bactéries, Impéria, mars 1973 ;
25. Les hibernés de Geminis, Impéria, avril 1973 ;
26. Des fossiles vivants, Impéria, mai 1973 ;
27. La nuit des oiseaux d'or, Impéria, juin 1973 ;
28. Les survivants de Kripan, Impéria, juillet 1973 ;
29. Le miroir de Rashomar, Impéria, août 1973 ;
30. Galathée, Impéria, septembre 1973 ;
31. Les esclaves, Impéria, octobre 1973 ;
32. La mort aux yeux verts, Impéria, novembre 1973 ;
33. Les héritiers de la Lune, Impéria, décembre 1973 ;
34. La bête, Impéria, janvier 1974 ;
35. Une boîte noire, Impéria, février 1974 ;
36. La pimprenelle écarlate, Impéria, mars 1974 ;
37. Le paradis et le serpent, Impéria, avril 1974 ;
38. Les mutins du Mustang, Impéria, mai 1974 ;
39. Le secret de Ténax, Impéria, juin 1974 ;
40. Un monstre sur la Lune, Impéria, juillet 1974 ;
41. Les grenouilles de la colère, Impéria, août 1974 ;
42. La danse des OVNI, Impéria, septembre 1974 ;
43. L'alchimiste, Impéria, octobre 1974 ;
44. Requiem pour un robot, Impéria, novembre 1974 ;
45. Les vampires de Floride, Impéria, décembre 1974 ;
46. ... 138

## Historique de la série
La série, illustrée par José Ortiz était scénarisée par Ramón Ortega et Eugenio Sotillos, avec des couvertures étaient illustrées par Félix Molinari.